# إيلاريون أسقف البحر الأحمر
الانبا إيلاريون أسقف أبرشية البحر الأحمر منذ 9 يونيه 2019. ولد في 25 أغسطس 1966، نشأ بالإسكندرية وتخرج في كلية العلوم جامعة الإسكندرية سنة 1987 وحصل علي درجة الماجستير عام 1992 ثم حصل علي درجة الدكتوراة في الكيمياء عام 1996، وكان والده مدير ادراة التأمينات بشركة في الإسكندرية، وكانت والدته تعمل بالمستشفي القبطي بالإسكندرية. رسم راهبا في 31 مارس 2001 م في دير البراموس في وادي النطرون وكان اسمه الراهب القمص إيلاريون البراموسي. رسم أسقف بيد البابا تواضروس الثاني علي ابرشية البحر الأحمر خلفا للانبا ثاؤفيلوس. تمتد ابرشية البحر الأحمر لأكثر من 1000 كم. الانبا إيلاريون هو عضو من أعضاء المجمع المقدس للكنيسة القبطية الأرثوذكسية.

## خدماته
- يقيم الانبا إيلاريون قداس أسبوعي في إحدى كنائس الغردقة باللغة الانجيلزية لخدمة السائحين بالغردقة.[5]
- شارك الأنبا إيلاريون أسقف البحر الأحمر للأقباط الأرثوذكس في احتفالية ذوى الهمم في محافظة البحر الأحمر.[6]
- تبرع بعشرة آلاف جنيه لصكوك الأضحية بأوقاف الغردقة.[7]
- شارك في تفقد عملية رصف وتمهيد وتركيب الأرصفة حتى مقابر الأقباط وإنشاء استراحات ومظلات لمشيعي الجنائز سواء لمقابر المسلمين أو المسيحين.[8]
- رسم سبعة كهنة لإبرشية البحر الأحمر.[9]
- تقوية العلاقات مع الانبا عمانوئيل مطران الكنيسة القبطية الكاثوليكية بالغردقة.[10]

## كنائس الابرشية
قائمة باسماء الكنائس التابعة للانبا إيلاريون أسقف البحر الأحمر في الغردقة والجونة والقصير ومرسى علم ورأس غارب وسفاجا وبورتو غالب
- كاتدرائية القديس العظيم الأنبا شنودة رئيس المتوحدين    الغردقة[13]
- كنيسة السيدة العذراء مريم والقديس الأنبا بولا    الغردقة
- كنيسة الكاروز العظيم مارمرقس الرسول        الغردقة
- كنيسة الشهيد العظيم مارمينا    الغردقة
- كنيسة الشهيد العظيم ابانوب        الغردقة
- كنيسة الانبا تكلا بالغردقة
- كنيسة الشهيدة رفقة وأولادها الخمسة - الغردقة
- كنيسة السيدة العذراء مريم ورئيس الملائكة ميخائيل    الجونة[14]
- كنيسة السيدة العذراء مريم والشهيدة بربارة    القصير
- كنيسة السيدة العذراء مريم والقديس الأنبا كاراس    مرسى علم
- كنيسة الشهيد العظيم مارجرجس    راس غارب
- كنيسة الشهيد العظيم فيلوباتير مرقوريوس        سفاجا[15]

- كنيسة الشهيد العظيم فيلوباتير مرقوريوس        بورتو غالب

## روابط خارجية
- تجليس الأنبا إيلاريون أسقفا  لأبرشية البحر الأحمر القبطية الأرثوذكسية